# Élections cantonales de 1961 dans le Finistère
Les élections cantonales françaises de 1961 ont eu lieu les 4 et 11 juin 1961.

## Contexte départemental

### Assemblée départementale sortante
| Parti                                            | Sigle | Élus |
| ------------------------------------------------ | ----- | ---- |
| Majorité (33 sièges)                             |       |      |
| Centre national des indépendants et paysans      | CNIP  | 17   |
| Mouvement républicain populaire                  | MRP   | 16   |
| Opposition (10 sièges)                           |       |      |
| Parti socialiste unifié                          | PSU   | 3    |
| Parti républicain, radical et radical-socialiste | Rad.  | 2    |
| Section française de l'Internationale ouvrière   | SFIO  | 2    |
| Parti communiste français                        | PCF   | 2    |
| Union pour la nouvelle République                | UNR   | 1    |
| Président du conseil général                     |       |      |
| Jean Crouan (CNIP)                               |       |      |

## Résultats à l’échelle du département

### Résultats en nombre de sièges
| Parti | Sièges mis en jeu | Élus | Évolution |
| ----- | ----------------- | ---- | --------- |
| SFIO  | 0                 | 1    | +1        |
| PSU   | 2                 | 2    | =         |
| PCF   | 1                 | 0    | -1        |
| CNIP  | 9                 | 7    | -2        |
| PR    | 1                 | 2    | +1        |
| MRP   | 7                 | 7    | =         |
| UNR   | 1                 | 2    | +1        |

### Assemblée départementale élue
| Parti                                            | Sigle | Élus |
| ------------------------------------------------ | ----- | ---- |
| Majorité (31 sièges)                             |       |      |
| Mouvement républicain populaire                  | MRP   | 16   |
| Centre national des indépendants et paysans      | CNIP  | 15   |
| Opposition (12 sièges)                           |       |      |
| Parti socialiste unifié                          | PSU   | 3    |
| Section française de l'Internationale ouvrière   | SFIO  | 3    |
| Parti républicain, radical et radical-socialiste | Rad.  | 3    |
| Union pour la nouvelle République                | UNR   | 2    |
| Parti communiste français                        | PCF   | 1    |
| Président du conseil général                     |       |      |
| Jean Crouan (CNIP)                               |       |      |

## Résultats par canton

### Canton d'Arzano
| Candidats | Candidats      | Étiquette         | Premier tour | Premier tour |
| Candidats | Candidats      | Étiquette         | Voix         | %            |
| --------- | -------------- | ----------------- | ------------ | ------------ |
|           | Jean Fichoux * | CNIP (ex Rép.soc) | 2 011        | 100,00       |
|           |                |                   |              |              |
| Inscrits  | Inscrits       | Inscrits          | 2 949        | 100,00       |
| Votants   | Votants        | Votants           | 2 045        | 69,35        |
| Exprimés  | Exprimés       | Exprimés          | 2 011        | 98,34        |

*sortant

### Canton de Bannalec
| Candidats | Candidats        | Étiquette | Premier tour | Premier tour | Second tour | Second tour |
| Candidats | Candidats        | Étiquette | Voix         | %            | Voix        | %           |
| --------- | ---------------- | --------- | ------------ | ------------ | ----------- | ----------- |
|           | Jérôme Jéannès * | CNIP      | 2 081        | 35,62        | 2 382       | 37,66       |
|           | Pierre Boëdec    | SFIO      | 1 895        | 32,43        | 2 508       | 39,66       |
|           | René Nicolas     | PCF       | 1 867        | 31,95        |             |             |
|           | André Duval      | PCF       | -            | -            | 1 434       | 22,68       |
|           |                  |           |              |              |             |             |
| Inscrits  | Inscrits         | Inscrits  | 8 459        | 100,00       | 8 547       | 100,00      |
| Votants   | Votants          | Votants   | 5 902        | 69,77        | 6 361       | 75,22       |
| Exprimés  | Exprimés         | Exprimés  | 5 843        | 99,00        | 6 324       | 99,42       |

*sortant

### Canton de Brest-2
Yves Jaouen (MRP) élu depuis 1934 ne se représente pas.
| Candidats | Candidats        | Étiquette | Premier tour | Premier tour | Second tour | Second tour |
| Candidats | Candidats        | Étiquette | Voix         | %            | Voix        | %           |
| --------- | ---------------- | --------- | ------------ | ------------ | ----------- | ----------- |
|           | Georges Kerbrat  | UNR       | 5 150        | 24,28        | 7 901       | 34,32       |
|           | Jean Kéraudy     | MRP (*)   | 5 033        | 23,72        | 7 684       | 33,38       |
|           | Gabriel Paul     | PCF       | 4 048        | 19,08        | 7 431       | 32,28       |
|           | Robert Arnault   | SFIO      | 2 574        | 12,13        |             |             |
|           | Yves Pouliquen   | CNIP      | 2 208        | 10,41        |             |             |
|           | Paul Trémintin   | PSU       | 1 735        | 8,18         |             |             |
|           | Hubert Pouliquen | CNIP      | 467          | 2,20         |             |             |
|           |                  |           |              |              |             |             |
| Inscrits  | Inscrits         | Inscrits  | 43 950       | 100,00       | 43 950      | 100,00      |
| Votants   | Votants          | Votants   | 21 455       | 48,82        | 23 282      | 52,97       |
| Exprimés  | Exprimés         | Exprimés  | 21 215       | 98,88        | 23 024      | 98,89       |

### Canton de Brest-3
Yves Euzen (CNIP), ne se représente pas.
| Candidats | Candidats           | Étiquette | Premier tour | Premier tour | Second tour | Second tour |
| Candidats | Candidats           | Étiquette | Voix         | %            | Voix        | %           |
| --------- | ------------------- | --------- | ------------ | ------------ | ----------- | ----------- |
|           | Louis Marc          | CNIP      | 2 546        | 27,17        | 6 285       | 67,38       |
|           | Charles Le Goasguen | UNR       | 1 922        | 20,51        |             |             |
|           | François Échardour  | PCF       | 1 534        | 16,37        | 3 033       | 32,52       |
|           | Robert Jestin       | MRP       | 1 362        | 14,64        |             |             |
|           | Jean Le Gouill      | PSU       | 1 118        | 11,93        |             |             |
|           | Raymond Cosléou     | SFIO      | 888          | 9,48         |             |             |
|           |                     |           |              |              |             |             |
| Inscrits  | Inscrits            | Inscrits  | 18 923       | 100,00       | 18 923      | 100,00      |
| Votants   | Votants             | Votants   | 9 455        | 49,97        | 9 559       | 50,52       |
| Exprimés  | Exprimés            | Exprimés  | 9 370        | 98,10        | 9 327       | 97,57       |

### Canton de Carhaix-Plouguer
| Candidats | Candidats      | Étiquette | Premier tour | Premier tour |
| Candidats | Candidats      | Étiquette | Voix         | %            |
| --------- | -------------- | --------- | ------------ | ------------ |
|           | Jean Rohou     | ex Rad    | 4 128        | 52,80        |
|           | Roger Thomas * | PCF       | 2 125        | 27,18        |
|           | Jean Lollier   | Rad       | 1 566        | 20,03        |
|           |                |           |              |              |
| Inscrits  | Inscrits       | Inscrits  | 10 883       | 100,00       |
| Votants   | Votants        | Votants   | 7 866        | 72,28        |
| Exprimés  | Exprimés       | Exprimés  | 7 819        | 99,40        |

*sortant

### Canton de Concarneau
Michel Naviner élu depuis 1955 quitte le PCF en 1958.
| Candidats | Candidats        | Étiquette        | Premier tour | Premier tour | Second tour | Second tour |
| Candidats | Candidats        | Étiquette        | Voix         | %            | Voix        | %           |
| --------- | ---------------- | ---------------- | ------------ | ------------ | ----------- | ----------- |
|           | Michel Naviner * | App.PSU (ex PCF) | 3 527        | 41,60        | 5 246       | 55,71       |
|           | Charles Linement | SFIO             | 1 644        | 19,39        | 2 872       | 30,50       |
|           | Paul Le Gall     | PCF              | 1 555        | 18,34        | 1 299       | 13,79       |
|           | Emmanuel Trocmé  | MRP              | 1 529        | 18,03        |             |             |
|           | Joseph Le Goff   | CNIP             | 224          | 2,64         |             |             |
|           |                  |                  |              |              |             |             |
| Inscrits  | Inscrits         | Inscrits         | 13 020       | 100,00       | 13 019      | 100,00      |
| Votants   | Votants          | Votants          | 8 537        | 65,57        | 9 698       | 74,49       |
| Exprimés  | Exprimés         | Exprimés         | 8 479        | 99,32        | 9 417       | 97,10       |

*sortant

### Canton de Crozon
| Candidats | Candidats       | Étiquette | Premier tour | Premier tour |
| Candidats | Candidats       | Étiquette | Voix         | %            |
| --------- | --------------- | --------- | ------------ | ------------ |
|           | Louis Jacquin * | CNIP      | 3 813        | 64,03        |
|           | Yves Le Bras    | ?         | 938          | 15,75        |
|           | Albert André    | PCF       | 665          | 11,17        |
|           | René Fitament   | CNIP      | 539          | 9,05         |
|           |                 |           |              |              |
| Inscrits  | Inscrits        | Inscrits  | 11 885       | 100,00       |
| Votants   | Votants         | Votants   | 6 068        | 51,06        |
| Exprimés  | Exprimés        | Exprimés  | 5 955        | 98,14        |

*sortant

### Canton de Daoulas
Louis Castel (CNIP) ne se représente pas.
| Candidats | Candidats                | Étiquette | Premier tour | Premier tour | Second tour | Second tour |
| Candidats | Candidats                | Étiquette | Voix         | %            | Voix        | %           |
| --------- | ------------------------ | --------- | ------------ | ------------ | ----------- | ----------- |
|           | Joseph Bouguen           | MRP       | 2 357        | 32,09        | 3 249       | 40,78       |
|           | Albert Billant           | CNIP (*)  | 1 805        | 24,57        | 2 593       | 32,55       |
|           | Jean-Louis Rolland       | SFIO      | 1 552        | 21,13        | 2 125       | 26,67       |
|           | Alain Danguy des Déserts | CNIP      | 1 322        | 18,00        |             |             |
|           | André Clerc              | PCF       | 310          | 4,22         |             |             |
|           |                          |           |              |              |             |             |
| Inscrits  | Inscrits                 | Inscrits  | 12 236       | 100,00       | 12 236      | 100,00      |
| Votants   | Votants                  | Votants   | 7 396        | 60,45        | 8 010       | 65,46       |
| Exprimés  | Exprimés                 | Exprimés  | 7 346        | 99,32        | 7 967       | 99,46       |

### Canton de Fouesnant
| Candidats | Candidats         | Étiquette    | Premier tour | Premier tour |
| Candidats | Candidats         | Étiquette    | Voix         | %            |
| --------- | ----------------- | ------------ | ------------ | ------------ |
|           | Louis Le Calvez * | MRP (ex RGR) | 4 282        | 77,88        |
|           | Albert Hénot      | PCF          | 1 215        | 22,10        |
|           |                   |              |              |              |
| Inscrits  | Inscrits          | Inscrits     | 7 877        | 100,00       |
| Votants   | Votants           | Votants      | 5 541        | 70,34        |
| Exprimés  | Exprimés          | Exprimés     | 5 499        | 99,24        |

*sortant

### Canton de Lanmeur
| Candidats | Candidats                 | Étiquette     | Premier tour | Premier tour |
| Candidats | Candidats                 | Étiquette     | Voix         | %            |
| --------- | ------------------------- | ------------- | ------------ | ------------ |
|           | François Tanguy-Prigent * | PSU (ex SFIO) | 3 255        | 60,00        |
|           | Jean Lavalou              | UNR           | 1 775        | 32,72        |
|           | Joseph Caoudal            | PCF           | 395          | 7,28         |
|           |                           |               |              |              |
| Inscrits  | Inscrits                  | Inscrits      | 8 001        | 100,00       |
| Votants   | Votants                   | Votants       | 5 464        | 68,29        |
| Exprimés  | Exprimés                  | Exprimés      | 5 425        | 99,29        |

*sortant

### Canton de Lannilis
| Candidats | Candidats        | Étiquette | Premier tour | Premier tour |
| Candidats | Candidats        | Étiquette | Voix         | %            |
| --------- | ---------------- | --------- | ------------ | ------------ |
|           | Léon Guéguen *   | CNIP      | 6 778        | 97,13        |
|           | Jean Le Nédellec | PCF       | 199          | 2,87         |
|           |                  |           |              |              |
| Inscrits  | Inscrits         | Inscrits  | 10 136       | 100,00       |
| Votants   | Votants          | Votants   | 7 133        | 70,37        |
| Exprimés  | Exprimés         | Exprimés  | 6 978        | 97,83        |

*sortant

### Canton de Plabennec
| Candidats | Candidats               | Étiquette     | Premier tour | Premier tour |
| Candidats | Candidats               | Étiquette     | Voix         | %            |
| --------- | ----------------------- | ------------- | ------------ | ------------ |
|           | Gabriel de Poulpiquet * | UNR (ex CNIP) | 6 286        | 97,99        |
|           | Jean Cabiten            | PCF           | 125          | 2,01         |
|           |                         |               |              |              |
| Inscrits  | Inscrits                | Inscrits      | 8 567        | 100,00       |
| Votants   | Votants                 | Votants       | 6 496        | 75,83        |
| Exprimés  | Exprimés                | Exprimés      | 6 415        | 98,75        |

*sortant

### Canton de Pleyben
| Candidats | Candidats    | Étiquette | Premier tour | Premier tour |
| Candidats | Candidats    | Étiquette | Voix         | %            |
| --------- | ------------ | --------- | ------------ | ------------ |
|           | Yves Hamon * | MRP       | 4 190        | 73,54        |
|           | Hervé Mao    | SFIO      | 1 161        | 20,38        |
|           | Jean Le Moal | PCF       | 345          | 6,06         |
|           |              |           |              |              |
| Inscrits  | Inscrits     | Inscrits  | 8 521        | 100,00       |
| Votants   | Votants      | Votants   | 5 777        | 67,80        |
| Exprimés  | Exprimés     | Exprimés  | 5 698        | 98,63        |

*sortant

### Canton de Ploudalmézeau
| Candidats | Candidats     | Étiquette | Premier tour | Premier tour |
| Candidats | Candidats     | Étiquette | Voix         | %            |
| --------- | ------------- | --------- | ------------ | ------------ |
|           | Yves Pellé *  | MRP       | 6 019        | 96,04        |
|           | Louis Bernard | PCF       | 241          | 3,96         |
|           |               |           |              |              |
| Inscrits  | Inscrits      | Inscrits  | 9 718        | 100,00       |
| Votants   | Votants       | Votants   | 6 501        | 66,90        |
| Exprimés  | Exprimés      | Exprimés  | 6 267        | 96,40        |

*sortant

### Canton de Plouescat
| Candidats | Candidats          | Étiquette | Premier tour | Premier tour |
| Candidats | Candidats          | Étiquette | Voix         | %            |
| --------- | ------------------ | --------- | ------------ | ------------ |
|           | Pierre Trémintin * | MRP       | 5 144        | 97,41        |
|           | Joseph Brioval     | PCF       | 129          | 2,52         |
|           |                    |           |              |              |
| Inscrits  | Inscrits           | Inscrits  | 7 468        | 100,00       |
| Votants   | Votants            | Votants   | 5 363        | 71,83        |
| Exprimés  | Exprimés           | Exprimés  | 5 281        | 98,47        |

*sortant

### Canton de Plouzévédé
| Candidats | Candidats          | Étiquette | Premier tour | Premier tour |
| Candidats | Candidats          | Étiquette | Voix         | %            |
| --------- | ------------------ | --------- | ------------ | ------------ |
|           | Eugène Quéméneur * | CNIP      | 4 619        | 91,45        |
|           | Hervé Cadiou       | PCF       | 422          | 8,36         |
|           |                    |           |              |              |
| Inscrits  | Inscrits           | Inscrits  | 7 477        | 100,00       |
| Votants   | Votants            | Votants   | 5 245        | 70,15        |
| Exprimés  | Exprimés           | Exprimés  | 5 051        | 96,30        |

*sortant

### Canton de Pont-Croix
| Candidats | Candidats        | Étiquette | Premier tour | Premier tour | Second tour | Second tour |
| Candidats | Candidats        | Étiquette | Voix         | %            | Voix        | %           |
| --------- | ---------------- | --------- | ------------ | ------------ | ----------- | ----------- |
|           | Hervé Gloaguen   | CNIP      | 3 184        | 32,12        | 5 263       | 44,15       |
|           | Francis Postic   | PCF       | 2 624        | 26,47        | 3 862       | 32,40       |
|           | Gabriel Miossec  | UNR       | 2 008        | 20,25        | 2 795       | 23,45       |
|           | François Gonidou | MRP       | 1 449        | 14,62        |             |             |
|           | Pierre Quéré     | MRP       | 649          | 6,55         |             |             |
|           |                  |           |              |              |             |             |
| Inscrits  | Inscrits         | Inscrits  | 18 527       | 100,00       | 18 527      | 100,00      |
| Votants   | Votants          | Votants   | 10 009       | 54,03        | 12 011      | 64,83       |
| Exprimés  | Exprimés         | Exprimés  | 9 914        | 99,05        | 11 920      | 99,24       |

*sortant

### Canton de Pont-l'Abbé
Jean Lautredou (MRP) est mort en 1958, Henri-Maurice Bénard (MRP) est élu lors de la partielle.
| Candidats | Candidats              | Étiquette | Premier tour | Premier tour | Second tour | Second tour |
| Candidats | Candidats              | Étiquette | Voix         | %            | Voix        | %           |
| --------- | ---------------------- | --------- | ------------ | ------------ | ----------- | ----------- |
|           | Henri-Maurice Bénard * | MRP       | 6 156        | 44,89        | 8 533       | 56,34       |
|           | Thomas Donnard         | PCF       | 4 219        | 30,73        | 6 904       | 44,70       |
|           | Pierre Burin           | Rad.      | 1 870        | 13,64        |             |             |
|           | Alain Le Disloquer     | PSU       | 943          | 6,88         |             |             |
|           | Alain Cudennec         | CNIP      | 531          | 3,87         |             |             |
|           |                        |           |              |              |             |             |
| Inscrits  | Inscrits               | Inscrits  | 24 800       | 100,00       | 24 798      | 100,00      |
| Votants   | Votants                | Votants   | 13 930       | 56,17        | 15 782      | 63,64       |
| Exprimés  | Exprimés               | Exprimés  | 13 714       | 98,45        | 15 446      | 97,87       |

*sortant

### Canton de Rosporden
| Candidats | Candidats            | Étiquette         | Premier tour | Premier tour |
| Candidats | Candidats            | Étiquette         | Voix         | %            |
| --------- | -------------------- | ----------------- | ------------ | ------------ |
|           | Bernard Kergourlay * | CNIP (ex Rép.soc) | 2 053        | 50,06        |
|           | Louis Huitric        | SFIO              | 1 267        | 30,90        |
|           | Michel Le Goff       | PCF               | 781          | 19,04        |
|           |                      |                   |              |              |
| Inscrits  | Inscrits             | Inscrits          | 5 673        | 100,00       |
| Votants   | Votants              | Votants           | 4 244        | 74,81        |
| Exprimés  | Exprimés             | Exprimés          | 4 101        | 96,63        |

*sortant

### Canton de Saint-Pol-de-Léon
| Candidats | Candidats           | Étiquette | Premier tour | Premier tour |
| Candidats | Candidats           | Étiquette | Voix         | %            |
| --------- | ------------------- | --------- | ------------ | ------------ |
|           | François Prigent *  | MRP       | 8 203        | 56,38        |
|           | Jean-Yves Guivarc'h | PSU       | 4 035        | 38,13        |
|           | Pierre Le Meur      | PCF       | 581          | 5,49         |
|           |                     |           |              |              |
| Inscrits  | Inscrits            | Inscrits  | 15 330       | 100,00       |
| Votants   | Votants             | Votants   | 10 679       | 69,66        |
| Exprimés  | Exprimés            | Exprimés  | 10 582       | 99,09        |

*sortant

### Canton de Saint-Thégonnec
| Candidats | Candidats       | Étiquette | Premier tour | Premier tour |
| Candidats | Candidats       | Étiquette | Voix         | %            |
| --------- | --------------- | --------- | ------------ | ------------ |
|           | François Coat * | Rad       | 3 215        | 92,44        |
|           | Émile Le Foll   | PCF       | 254          | 7,30         |
|           |                 |           |              |              |
| Inscrits  | Inscrits        | Inscrits  | 5 108        | 100,00       |
| Votants   | Votants         | Votants   | 3 532        | 69,15        |
| Exprimés  | Exprimés        | Exprimés  | 3 481        | 98,56        |

*sortant